# Elektroplätering

Principen för elektroplätering, här för att belägga med koppar.

Elektroplätering eller galvanoplastik är en process som innebär att man med hjälp av elektrolys täcker ett metallföremål med ett tunt skikt av exempelvis guld, silver, koppar, nickel, zink, krom eller tenn. Det är även möjligt att elektroplätera legeringar som mässing. Att elektroplätera nickel kallas ofta för förnickling.
Vätskan som används till elektrolyten innehåller metalljonen, ibland i komplexbunden form. Föremålet som skall beläggas med metall anslutes till minuspolen (katod). Elektroden ansluten till pluspolen (anod) består ofta av den metall som skall elektropläteras, dock ej vid förkromning.
Inom pseudovetenskapliga kretsar påstås att processen eventuellt var känd i Persien redan före vår tideräknings början, det så kallade Bagdadbatteriet. Detta påstående är enligt arkeologer felaktigt. Några elektropläterade föremål från samma tidsålder har inte hittats.

## Historia
1838 visade Moritz Hermann von Jacobi att man på elektrolytisk väg ur en kopparsaltlösning kunde erhålla kopior av medaljer och andra föremål. Denna konst, som senare utvecklades vidare, benämndes galvanoplastik. Kort efter Jacobis uppfinning använde Werner von Siemens 1841 den elektriska strömmens elektrofysiska verkan även för att kunna plätera oädla metaller med silver eller guld.

## Elektrolytisk Rening
Koppar och Nickel renas ibland genom en process som liknar elektroplätering. Föroreningarna sjunker till botten eller stannar i elektrolyten.